# Tahoua
Tahoua je město v Nigeru. Leží asi 370 kilometrů východně od města Niamey, hlavního města země. Tahoua je správním městem stejnojmenného regionu i stejnojmenného departementu. V roce 2012 zde žilo přibližně 118 tisíc obyvatel a šlo tak o čtvrté nejlidnatější město v Nigeru. 
Město slouží zejména jako tržiště pro místní zemědělce, kteří v jeho okolí pěstují plodiny, které poté na městských trzích prodávají. Kromě toho je Tahoua také tzv. entrepôtem pro touaregské obchodníky, kteří se vyskytují zejména severně od města, a pro obchodníky z etnika Fulbů, kteří do města naopak přicházejí z jihu. Město je děleno do dvou částí zvaných Tahoua I a Tahoua II. V roce 1990 dosahovala hodnota indexu lidského rozvoje ve městě hodnoty 0,172, což je historicky vůbec nejnižší zaznamenaná hodnota v historii měření, která značí mimořádnou zaostalost. 